# شلوارهای وصله‌دار
شلوارهای وصله‌دار نام کتابی از داستان‌های کوتاه رسول پرویزی است که در سال ۱۳۳۶ منتشر شد.
یکی از داستان‌های معروف این کتاب قصه عینکم است. این داستان در کتاب زبان و ادبیات فارسی پایه یازدهم گنجانده شده‌است. دیگر داستان‌های کتاب:
- زار صفر
- پالتو حنائیم
- شیرمحمد
- ابراهیم
- زبان کوچک پدرم
- گرگعلی خان
- زنگ انشا
- شلوارهای وصله‌دار
- من به دنیا آمدم
- ای واویلا
- تقویم عوضی
- سه یار دبستانی
- عوضی نگیرید
- مرگ رسول شله
- درویش باباکوهی آرام مرد
- زرگر مظلوم
- بوالفضول
- در هفت روز هفته
- دوپشته بر الاغ